# Rheinbrohl
Rheinbrohl település Németországban, Rajna-vidék-Pfalz tartományban. Lakosainak száma 4165 fő (2023. december 31.). Rheinbrohl Hausen és Bad Hönningen községekkel határos.

## Népesség
A település népességének változása:
| Lakosok száma | 3962 | 3942 | 3943 | 4079 | 4155 | 4165 |
|               | 1975 | 2017 | 2019 | 2021 | 2022 | 2023 |